# عميد (لقب)
عميد (جمع عُمَدَة ، بمعنى "الركيزة الأساسية، الدعم") كان لقبًا عربيًا استُخدم أولًا في إيران الكبرى تحت حكم السامانيين والبويهيين والغزنويين والسلاجقة. يُخصص لمسؤول مدني رفيع المستوى (على عكس العسكريين). كان هذا هو أعلى لقب مدني في عهد الغزنويين. كان يُشغل منصب العامل عادة من بين صفوف العُمدَة. ويدّعي عادةً الأشخاص الذين يحملون اسم ابن العميد أنهم ينحدرون من أعضاء هذه الطبقة من المسؤولين. 
وقد استعمل لفظ عميد أيضًا في الألقاب المركبة. وفي عهد البويهيين، ظهرت ألقاب عميد الدولة، وعميد الدين، وعميد الجيوش . في عهد الغزنويين، كان صاحب البريد يحمل لقب عميد المُلك. وقد استخدم هذا اللقب لقبًا للوزير الكندوري. تراجع لقب "عميد" في القرن الثاني عشر ولم يُستخدم بعد سقوط بغداد في أيدي المغول عام 1258 إلا في الأندلس.